# Електрохімічний завод в Ла-Сайді
Електрометалургійний завод у Ла-Сайді (La Zaida) — колишній виробничий майданчик хімічного та металургійного спрямування на північному сході Іспанії.
Ще з 1900-х років у провінції Сарагоса діяв завод карбіду кальцію в Састаго, що належав компанії Electro Metalúrgica del Ebro (EMESA) та живився від ГЕС Састаго I та ГЕС Састаго II. У 1950-х роках EMESA отримала дозвіл на спорудження ще однієї електростанції — ГЕС Менуза (13,2 МВт), яка так само використовувала перепад висот на одному з меандрів річки Ебро. Хоча довжина цього меандру становить майже 8 км, проте для подачі води від водозабору до машинного залу було достатньо тунелю завдовжки лише 400 метрів (при цьому використовували перепад висот лише у 6 метрів, проте Ебро надавала гарну забезпеченість ресурсом).
У комплексі з ГЕС Менуза запланували завод карбіду кальцію в Ла-Сайді, майданчик для якого обрали за шість кілометрів на захід від заводу в Састаго. Завод в Ла-Сайді завершили будівництвом у 1957 році, що дозволило в 1958-му вивести з експлуатації застаріле виробництво в Састаго.
До основного обладнання нового заводу належали:
- три печі для випалу вапна із вапняку продуктивністю по 35 тонн на добу;
- дві електропечі потужністю по 6 МВт, які провадили плавку вапна та вугілля з отриманням карбіду кальцію. Сукупна потужність цих печей була 42 тонн на добу або 16 тисяч тонн на рік (що було більш ніж утричі більше за показник старого заводу в Састаго).

Електропечі також могли виробляти феросплави. Відомо, що в Ла-Сайді протягом кількох років продукували феросиліцій.
У 1970-му майданчик доповнили установкою для виробництва карбонату калію продуктивністю 25 тонн на добу або 9 тисяч тонн на рік. Зазвичай технологічний процес продукування цієї речовини передбачає електроліз хлориду калію з отриманням гідроксиду калію, який реакцією з діоксидом вуглецю перетворюється на карбонат. У Ла-Сайді гідроксид калію реагував з діоксидом вуглецю з відхідних газів печей для випалу вапна.
У 1990-му карбідний завод припинив свою роботу. Хімічний майданчик продали компанії Erkimia, а відокремлена ГЕС Менуза й далі діяла (при цьому в 1989-му вона отримала додаткову турбіну потужністю 3,2 МВт).